# マーク・ウェビンク
マーク・ウェビンク（Mark Webbink）は弁護士ならびにニューヨーク・ロー・スクール（New York Law School, NYLS; ニューヨーク大学）法学部客員教授である。NYLSでは、ウェビンクはPeer-to-Patentプログラム開始時の拠点だった特許イノベーションセンター（Center for Patent Innovations）の執行役員（Executive Director）を務めている。
彼はデューク大学スクール・オブ・ローのシニア・レクチャリング・フェロー（Senior Lecturing Fellow）、2007年10月に参加したSoftware Freedom Law Centerの理事（Member of the board）でもある。
彼はレッドハットで2000年から2004年まで同社初の法務顧問（General counsel）に就き、2004年から2007年8月まで知的財産権法務副顧問（Deputy general counsel for intellectual property）を務めたのち、退任している。ウェビンクはオープンソースと知的財産権問題に関するブログを執筆している。
2011年3月16日、Groklawのパメラ・ジョーンズ（PJ）はGroklawの新しい編集者にウェビンクが就任する予定であると発表した。